# Rafael Ortega
Pour les articles homonymes, voir Ortega, Rafael Ortega (baseball) et Rafael Ortega (boxe anglaise).
Rafael Ortega Domínguez, dit Rafael Ortega, né à San Fernando, dans la Province de Cadix le 4 juillet 1921, mort le 18 décembre 1997 à Cadix était un matador espagnol.

## Présentation
Neveu d’un banderillero, Rafael Ortega  ne se lance dans la tauromachie qu’après son service militaire. Il végète longtemps dans des spectacles secondaires et des rôles subalternes avant d'entrer vraiment dans la profession. C’est à l’occasion d’une novillada à Madrid qu’il est remarqué. On connaît peu de chose de sa biographie et de son entourage. On sait seulement qu’il n'a pris l’alternative qu’à l’âge de vingt huit ans avec pour parrain Manolo Gonzalez.
Son toreo, à contre-courant, est très apprécié par les amateurs de tradition classique. Ses passes de muleta en particulier reprennent le style  des toreros anciens au moment où la tauromachie évolue dans un sens « moderne »  avec des inventions qu’il ne s’autorise pas, ce qui lui vaut le respect des puristes.
D’une sincérité téméraire à l’estocade al volapié, il a reçu de terribles blessures qui ne l’ont pas tout d’abord arrêté. Il a été littéralement déchiqueté par un taureau de Bohórquez à Pampelune et on l'a cru mort. Pourtant il est revenu avec le même courage. Mais, c'est après une blessure à Saragosse en 1959, qu'il se voit obligé de se retirer. 
Il restera six ans hors du ruedo et il n’y revient qu’en 1966, pour quelques corridas seulement. Les deux dernières blessures qu’il reçoit sont très sévères. L’une, lors de la Feria de San Isidro de Madrid dans les arènes de Las Ventas lui est infligée par le taureau « Higuero », l’autre à Barcelone, par le taureau « Capuchino », de la ganadería de Hoyo de la Gitana. 
Cette dernière cornada le handicape à vie et il se retire en 1968. Il aura connu de très grands succès, passant a hombros la porte de la Maestranza de Séville en 1952 aux côtés de Luis Miguel Dominguín et d'Antonio Ordóñez,  et en 1953, celles de Las Ventas.
Obligé de se retirer à quarante sept ans alors qu'il n'a pas encore de quoi vivre correctement, il se trouve un autre métier où il excelle. Il devient directeur de l'école taurine de Cadix, qui a formé de nombreux talents (Jesulín de Ubrique entre autres).

## Carrière
- Débuts en novillada piquée le 14 août 1948 à Madrid.
- Alternative le 2 octobre 1949 à Madrid ; parrain El Algabeño, témoin Lagartijo ; taureaux la ganadería de Felipe Bartolomé.